# Gorice (distrikt Brčko)
Gorice su naseljeno mjesto u sastavu distrikta Brčko, BiH.

## Stanovništvo
| Gorice             |              |              |              |
| godina popisa      | 1991.        | 1981.        | 1971.        |
| Hrvati             | 894 (81,49%) | 910 (82,50%) | 905 (83,25%) |
| Srbi               | 174 (15,86%) | 146 (13,23%) | 172 (15,82%) |
| Muslimani          | 1 (0,09%)    | 1 (0,09%)    | 0            |
| Jugoslaveni        | 19 (1,73%)   | 44 (3,98%)   | 1 (0,09%)    |
| ostali i nepoznato | 9 (0,82%)    | 2 (0,18%)    | 9 (0,82%)    |
| ukupno             | 1.097        | 1.103        | 1.087        |

## Šport
- FK Mladost Gorice

## Unutrašnje poveznice
- Distrikt Brčko